# Parabacteroides merdae
Espèce
Parabacteroides merdae est une bactérie à Gram négatif du genre Parabacteroides et fait partie de l'ordre des Bacteroidales et de l'embranchement des Bacteroidota.

## Historique
L'espèce Parabacteroides merdae a été décrite en 1986 sous le nom de Bacteroides merdae. Cette espèce a été reclassée en 2005 dans un nouveau genre et renommée comme Parabacteroides merdae à la suite de l'analyse de sa séquence de l'ARNr 16S.

## Taxonomie

### Étymologie
L'étymologie de l'espèce Parabacteroides merdae est la suivante : mer’dae L. gen. fem. n. merdae, des selles, nommée ainsi pour faire référence au lieu d'isolement de cette bactérie,,.

### Classification Phylogénique
Décrite comme une Bacteroides en 1986, l'espèce nommée alors Bacteroides merdae a toutefois une similarité de séquence de l'ARNr 16S de plus de 92,3 % avec Bacteroides distasonis et B. goldsteinii  formant un clade monophylétique proche de Tannerella forsythensis. La comparaison nucléotidique montre une similarité moins importante avec les genres Bacteroides, Dysgonomonas, Paludibacter et Porphyromonas. Le clade monophylétique comprenant les trois espèces de Parabacteroides est phylogénétiquement relié aux Tannerella puis aux Porphyromonas et est inclus dans la famille des Tannerellaceae, l'ordre des Bacteroidales, la classe des Bacteroidia et dans le phylum Bacteroidota.

## Description
Parabacteroides merdae est une bactérie  à Gram négatif en forme de bacille et anaérobie strict. C'est une bactérie négative pour les tests catalase et uréase.

## Habitat
La souche type de Parabacteroides merdae a été isolée de selles humaines.